# Boldizsár Csíky Jr.
Boldizsár Csíky Jr. (n. 25 noiembrie 1968, Reghin, Mureș, România) este un pianist și profesor român de etnie maghiară. 

## Familia și studiile
Tatăl său, compozitorul Boldizsár Csíky⁠(en)[traduceți], a condus Filarmonica de Stat Târgu Mureș din 1990 până în 1997.
Boldizsár Csíky Jr. a început studiul pianului la Liceul de Artă din Târgu Mureș. După bacalaureat a urmat cursurile Academiei de Muzică Gheorghe Dima din Cluj, unde l-a avut ca profesor pe compozitorul Hans Peter Türk. 
Ca student a obținut cinci premii naționale de interpretare pianistică, iar în 1994 primește premiul „Cella Delavrancea” acordat de maestrul Dan Grigore. După terminarea cursurilor academice, în anul 1991, urmează cursuri post-universitare cu maestrul Jenő Jandó de la Academia Franz Liszt din Budapesta. În 1992 primește o bursă de studii la cursurile de măiestrie din Lübeck (Germania) cu profesorul Lev Naumov. Între anii 1993-1997 participă la cursurile de măiestrie susținute de profesorul Walter Krafft din München. În 1998 participă, la recomandarea maestrului Dan Grigore, la cursul de vară de la Fontainebleau (Franța).

## Activitatea artistică
Ca artist interpret, a susținut peste 800 de recitaluri și concerte în toate centrele muzicale ale țării, cât și peste hotare: Austria, Anglia, Bulgaria, Elveția, Franța, Germania, Italia, Scoția, Ucraina, Ungaria, Cehia, Rusia, Japonia, America. În România a  colaborat cu dirijorii: Emanuel Elenescu, Emil Simon, Petre Sbârcea, Ludovic Bács, Ervin Acél, Remus Georgescu, Horia Andreescu, Florentin Mihăescu, Gheorghe Costin, Peter Oschanitzky, Ilarion Ionescu-Galați etc. A colaborat cu artiști consacrați precum Dan Grigore, Ștefan Ruha etc. A fost invitat în repetate rânduri ca membru al juriilor concursurilor internaționale de pian, susținând de altfel cursuri de măiestrie în țară și străinătate. 
În anul 2006 obține titlul de doctor în muzică cu lucrarea Stileme ale creației pianistice la Alexandr Skriabin – de la postromantic la modern.

## Activitatea didactică
În prezent este profesor universitar la Academia de Muzică Gheorghe Dima din Cluj. Studenții clasei sale de pian au fost distinși cu premii la concursurile din țară și străinătate.

## Cărți publicate
- Stileme ale creației pianistice la Alexandr Skriabin - ISBN: 978-973-8431-62-1
- Erich Bergel. Cronologia concertelor din perioada exilului: 1972-1990 - ISBN: 978-606-645-062-1
- Erich Bergel. Cronologia concertelor din perioada 1990-1997 - ISBN: 978-606-645-123-9